# 新義州特別行政區

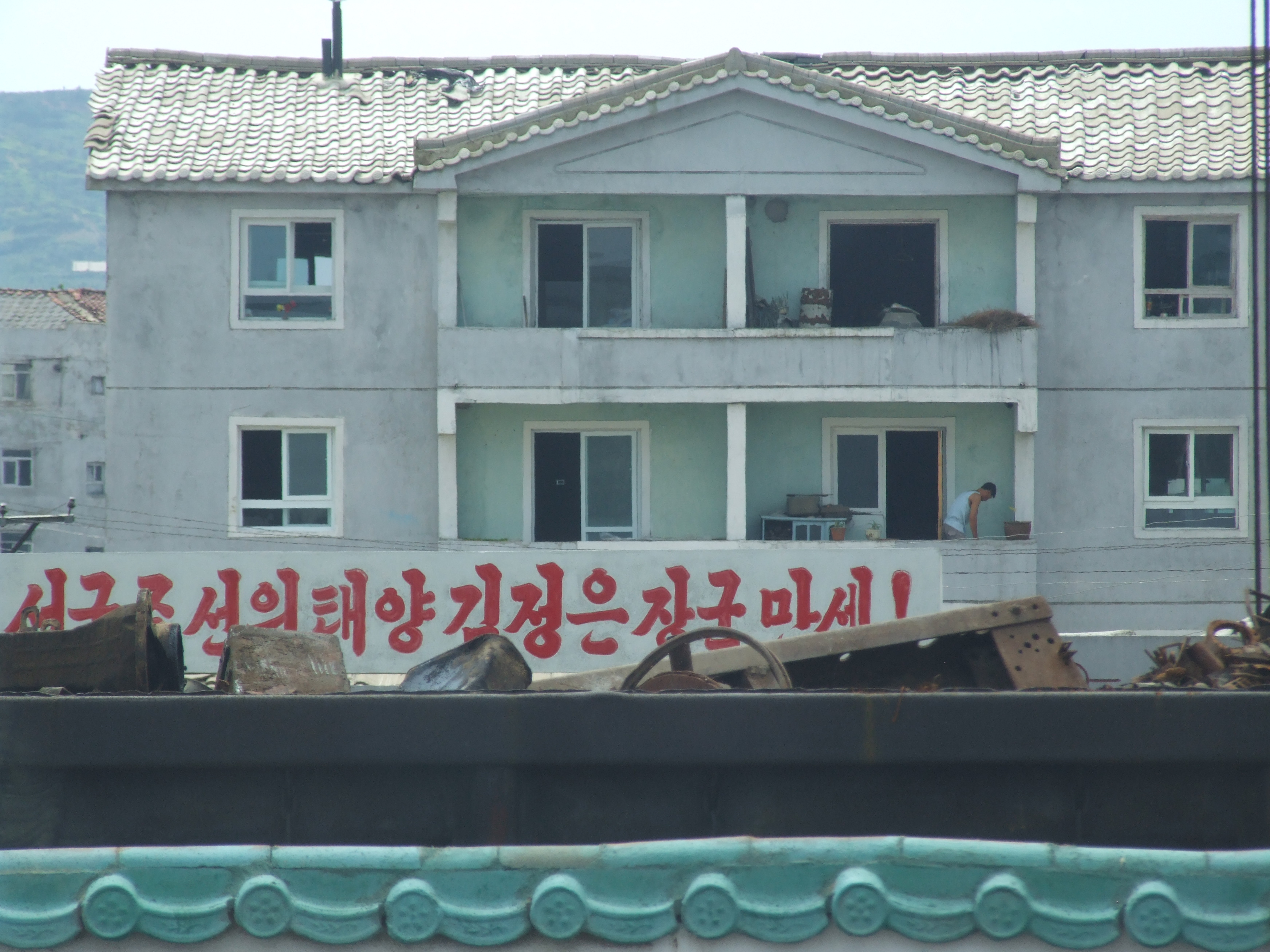
新義州當地民居的標語

新義州特别行政區（：／ Sinŭiju thŭkpyŏl haengjŏnggu */?）位於中朝边界的鴨綠江畔，原是平安北道新義州市的一部份，由朝鲜最高人民会议常任委员会於2002年9月12日发布政令成立。然而，特别行政区没有正式投入运作，就被搁置。2014年7月朝鲜民主主义人民共和国政府宣布將其降為「新義州國際經濟區」，歸朝鮮對外經濟省管轄。
新义州特别行政区並不包括新義州市之所有面積，但亦包括義州郡、鹽州郡及鐵山郡的部份範圍。
特別行政區成立後，新義州市的各市、道政府和警局迁往南面原屬新義州市的地方。新義州特別行政區直屬朝鮮中央政府，新義州市屬於平安北道。兩者於特區成立後同時存在，新義州市繼續是平安北道的首府。
2001年，荷兰华裔商人杨斌向朝鲜政府提出：在新义州效仿香港、澳门建立“特别行政区”，而不仅仅是经济特区；引入市场经济；新义州特区拥有自己的《基本法》、护照、旗帜和徽章，并在除外交和国防之外的所有领域高度自治。朝鲜接受了上述意见后，杨斌同意出任经济特区的主任。 
2002年，最高人民會議常任委員會颁布《新义州特别行政区基本法》，任命杨斌为行政长官。然而，特区改革未能如期完成，而受到任命的特区长官杨斌在上任前，因涉嫌逃税等多个经济罪行被中国政府逮捕，并被判处18年有期徒刑。此后，朝鲜实质上放弃了该项目。

## 歷史
新義州原本只是條位於朝鮮半島西北部平安北道的小村。1910年開辟成河港。在1924年，統治朝鮮半島的日本殖民政府，為了便利以鐵路發展中國東北地區的資源，把平安北道的行政中心由義州搬遷至此村，並改名為新義州後，便快速發展，成为重要的工业城市。1945年解放后不久，新义州爆发反对朝鲜共产党的学生示威游行，遭到当局的武力镇压。
韓戰爆發，新義州被聯合國軍轟炸，戰後重建。连接新义州和中国丹东的鸭绿江大桥曾被炸断一半，残余部分在中国被列为全国重点文物保护单位，成为旅游景点。但附近有另一座中朝友谊桥连接两国。

### 特区筹划
2001年，朝鲜劳动党总书记金正日访问上海，中方向他介绍改革开放政策。金正日向中共中央总书记江泽民表示，对改开政策印象深刻，称赞“取得了巨大成功，尤其是在上海”，“证明中国共产党的这一政策是正确的”。金正日对温室很感兴趣，认为温室可能会是朝鲜粮食短缺的解决方案。以此为契机，他知晓了温室开发商、华裔荷兰商人杨斌，通过下属与他建立联系。
杨斌愿意开拓朝鲜市场，前往平壤建造了一个试点温室。2001年1月21日，朝鲜劳动党中央委员会委员、负责与杨谈判的官员金东圭联系杨斌，向他建议合作开展一个更大的项目。他介绍说，20世纪80年代罗先经济特区以失败收场，而现在朝鲜考虑在新义州建立一个新的经济特区，面积为27平方公里，询问他是否愿意担任该特区的主任。杨表示自己需要时间考虑，金回答说他们不着急。
杨斌再次访问平壤时，表示原则上同意，但提出了几个条件：将特区从27平方公里扩大到82平方公里，让中朝友谊桥也包括在内；新义州不应该是经济特区，而应该是特别行政区，因为经济特区只有特殊的经济制度，而特区在除国防和外交政策之外的几乎所有领域都有自主权。他说，中国有香港和澳门两个特别行政区，当时成立只有几年，却取得巨大成功。
杨斌认为，外国投资者已经熟悉特区制度，而“特别行政区”这个名字对外国人来说是一个重要信号。新的特别行政区将有自己的《基本法》、自己的护照、旗帜和徽章。新义州《基本法》在很大程度上效仿了香港《基本法》，由香港和澳门的著名律师起草，并规定特别行政区持续50年（模仿“五十年不变”政策），拥有自己的法律制度。《基本法》規定特區首長統率司法、行政、立法三權，而行政長官職稱意謂只率行政一權。
2002年，最高人民会议常任委员会颁布《新义州特别行政区基本法》，于2002年9月30日生效，同时任命杨斌为特区的行政长官。杨斌召开新闻发布会公布他的规划。他宣布，新义州实施三权分立，免关税，外币使用自由，以美元为特区货币。将本市约30万至50万人将安置到特区以外的新义州南部地区，其余成为特别行政区的居民。杨计划拆除城市的大部分地区，建设一个类似于深圳的城市，有工业区和商业、旅游和娱乐区。所有外国人将获得免签证待遇，即使是韩国人。杨甚至计划任命一至两名韩国人进入特区立法会。

### 改革停滞
然而，到了9月30日，特区未能如期建立，改革也没有如期完成。杨斌说，这是因为朝鲜政府不满允许韩国人自由进入的政策，他提出模仿台湾居民来往大陆通行证设置“同胞证”解决这个问题。朝鲜尚未完成将特别行政区与外界分开的围栏，也成了改革延期的原因。杨斌计划在10月下旬永久移居特区，但还未等正式上任，就在10月4日因涉嫌“虚假出资、行贿、合同诈骗、非法占用农用地”等经济犯罪，被中国沈阳警方逮捕，随后被判处18年有期徒刑。
不久后朝鲜当局宣布将继续开发新义州特区，将特区划归对外经济合作促进委员会管理，实施集体领导。此后，特区改革迟迟没有实施，外界普遍认为在杨被捕后，朝鲜就已放弃了该计划。

### 后续情况
2004年9月，曾任美國加州富勒頓市長、南韓華僑出身的沙日香，据报可能成为行政长官。
2014年7月朝鲜宣布将新义州市的“特殊经济区”更名为“新义州国际经济区”。将合营投资委员会和国家经济开发委员会都归并贸易省，并把贸易省改名为对外经济省。当局希望开发软件开发、计算机制造和贸易相关服务这类高价值项目。
2023年11月，对外经济省在新义州召开会议，决定在次年利用海外投资和合作，重启新义州国际经济地带的开发。会议中提出要制定国际贸易法和制度，建立金融通货综合机构。

## 地理

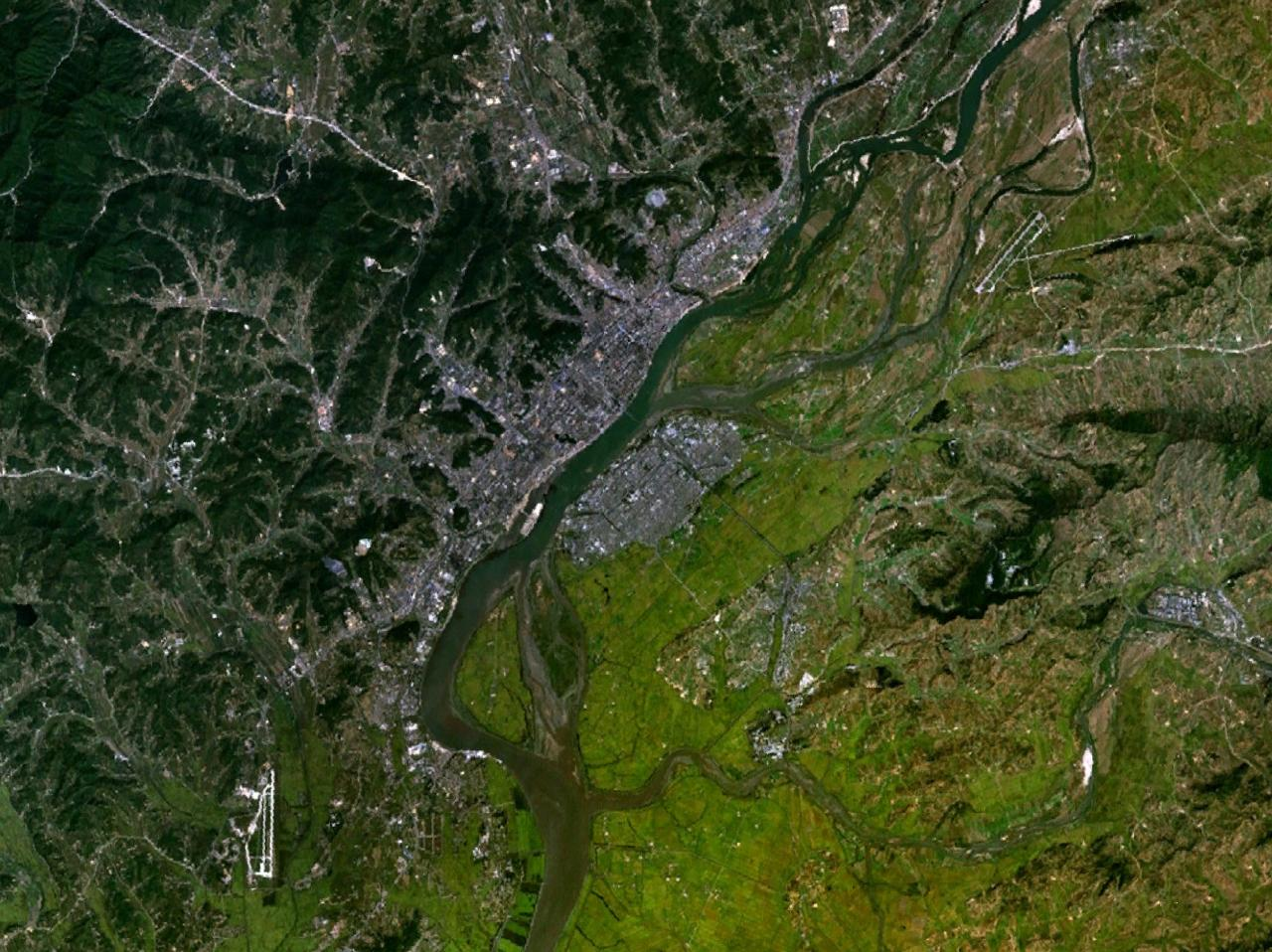
图中鸭绿江左侧为中国丹东，右侧为朝鲜新义州

特别行政区面积有132平方公里，位於朝鮮西北部的平安北道，地處鴨綠江下遊左岸的沖積平原上，距河口約40公里，與中華人民共和國遼寧省丹东市隔江對望。

## 工業

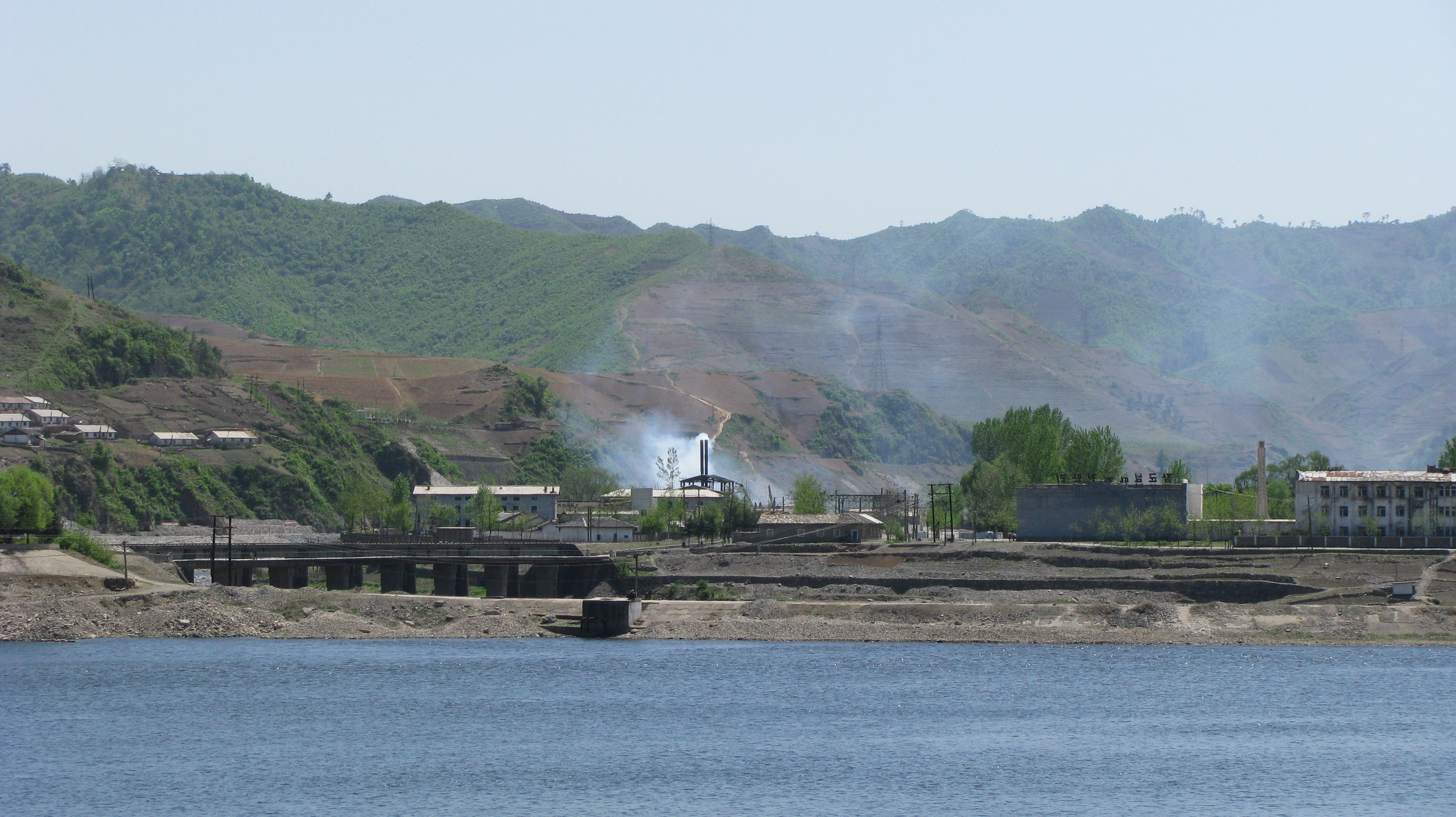
新義州附近設施

- 朝鲜战争前曾是朝鮮半島的重要的輕工業中心，設有化妝品廠、紡織廠、製鞋廠、搪瓷器廠、造紙廠及營林工廠等，生產優質產品。在它的西南外港龍岩浦建有造船廠。
- 朝鲜战争后朝鲜将其工业普遍“要塞化”，统统迁入山区和山洞，原本以轻工业闻名的新义州目前经济萧条。

## 政治
规定了新义州特区政治体制的《新义州特别行政区基本法》，共有6章101款。6章涵盖政府、经济、文化、居民的基本权利和义务、政治体制、徽旗的规定。与朝鲜宪法相比，基本法没有序言，也没有“金日成、主体、社会主义、革命、朝鲜劳动党”这类字眼。由于特别行政区最终未能运作，本章仅介绍《基本法》规定的内容。

### 与中央的关系
《基本法》第一条将特別行政區定义为朝鲜“主权下的特别行政区”，属于国家中央权力机构。
新義州特區获得独立立法權、行政權和司法權，法律制度50年不變。新义州特别行政区的工作不受朝鮮政府干预，仅有相关外交工作由國家負責。新義州特別行政區在國家授權的范圍內以自己的名義開展對外工作，拥有自己的護照。
特区还将拥有自己的旗帜、徽章等，朝鲜有关国籍、国徽、国旗、国歌、首都、领海、领空和国家安全的法律法规不适用于特别行政区。但最高人民会议常任委员会有权对《基本法》做出法律解释。特区的法律不得违反《基本法》。在发生战争或武装叛乱时，国家可宣布特区进入紧急状态，此时适用朝鲜全国性法律。
國家賦予新義州特別行政區土地開發、利用和管理權限。土地租賃期限为2052年12月31日，与法律制度的“五十年不变”一致。

### 立法会议
立法会议是新义州特区的立法机构，由15名议员组成，任期五年，由居民普选产生。设有议长和副议长。除了特区朝鲜公民外，拥有居住权的外国人也有机会进入立法会议。
立法会议的职能见于《基本法》第64条： 
1. 制定、修改或废除法规；
2. 审议和批准预算；
3. 解释法规；
4. 审议行政活动报告；
5. 根据行政长官的推荐任免首席大法官；
6. 根据首席大法官的建议任免地区法院法官。

立法会做出的决定须经行政长官和朝鲜最高人民会议的双重批准。《基本法》规定，除严重犯罪外，未经立法会批准，不得拘留或逮捕立法会议员。

### 行政长官
新义州特別行政區長官是特區最高主管，由最高立法机关任免，任期没有明确规定。行政长官须宣誓忠效于朝鲜民主主义人民共和国和特别行政区。第一任長官是荷兰籍华商楊斌，但上任前因逃稅被中華人民共和國當局逮捕，后因逃税等经济犯罪被判刑18年，于2016年获释后回到荷兰。
《基本法》第79条规定了行政长官的职权：
1. 指导本地区事务；
2. 颁布和指导立法会议的决定和行政当局的命令；
3. 任免行政当局成员；
4. 任免地区首席检察官；
5. 根据地区首席检察官的推荐，任免地区副检察官、检察官、地区首席检察官；
6. 任免警察局长；
7. 根据地区首席检察官的推荐，任免警察局长、部门负责人、地区警察局长；
8. 制定和颁发奖励；
9. 颁布大赦和特别赦免；
10. 开展其他拟议活动。[10]

### 司法机构
特别行政区设立司法机关，规定“任何人不得干预司法程序”，终审法院拥有终审权。首席大法官由本地居民担任，任期与立法会相同。审判小组由一名审判员、人民陪审员两名组成，在特殊情况下可由三名法官组成。

## 爭議
- 新義州特別行政區原为朝鲜进行经济改革的试点，有不少人認為它實際上是中國的香港和澳門二個特別行政區的翻版，仿效中國的“一國兩制”。起自金正日曾多次訪問中國的城市，對中國在經濟上的成就非常讚賞。但由于該地長官杨斌被中国警方逮捕，再加上中国對朝鮮没有与其磋商的情况下就任命杨斌担任特区长官感到不快，导致计划搁浅。
- 日益突顯的朝核問題也束縛著朝鮮，即使該問題得到解決，西方國家和韓國企業對新義州特區會持何種態度也是個未知數。

## 與中國的關係
- 多年來新義州靠近遼寧沿海經濟帶在促進中朝兩國政治經濟關係、特別是加強和發展中朝兩國邊境貿易方面扮演著重要角色，該市现已成为承担中朝贸易过货量80%的口岸城市。
- 在新义州华侨大约有200多户，是朝鲜华侨的主要居住城市之一。
- 此外由于新义州地处中朝边境，有从事边境贸易的便利条件，大多数的华侨都做些生意。

## 行政區域
根據朝鮮官方新聞社的报道，新義州特區的行政區域如下：

### 新義州市
| - 五一洞（오일동） - 鴨江洞（압강동） - 南上洞（남상동） - 南西洞（남서동） - 南中洞（남중동） - 南下洞（남하동） - 改革洞（개혁동） - 解放洞（해방동） - 平和洞（평화동） | - 敏浦洞（민포동） - 南松洞（남송도） - 新南洞（신남동） - 新浦洞（신포동） - 水門洞（수문동） - 南敏洞（남민동） - 東下洞（동하동） - 東中洞（동중동） - 東上洞（동상동） | - 親善1洞（친선1동） - 親善2洞（친선2동） - 紡織洞（방직동） - 麻田洞（마전동） - 下端里（하단리） - 上端里（상단리） - 多智里（다지리） - 城西里（성서리） - 仙上洞（선상동）部分地區 | - 煙下洞（연하동）部分地區 - 送瀚洞（송한동）部分地區 - 柳上1洞（류상일동）部分地區 - 蓮上1洞（련상일동）部分地區 - 白土洞（백투동）部分地區 - 土城里（토성리）部分地區 - 柳草里（류초리）部分地區 |

### 義州郡（의주군）
- 西湖
- 弘南里（홍남리）部分地區
- 臺山里（대산리）部分地區

### 鹽州郡（염주군）
- 多獅勞動者區（다사로동자구）
- 石岩里（석암리）部分地區

### 鐵山郡（철산군）
- 梨花里（리화리）部分地區
- 錦山里（금산리）部分地區

## 交通

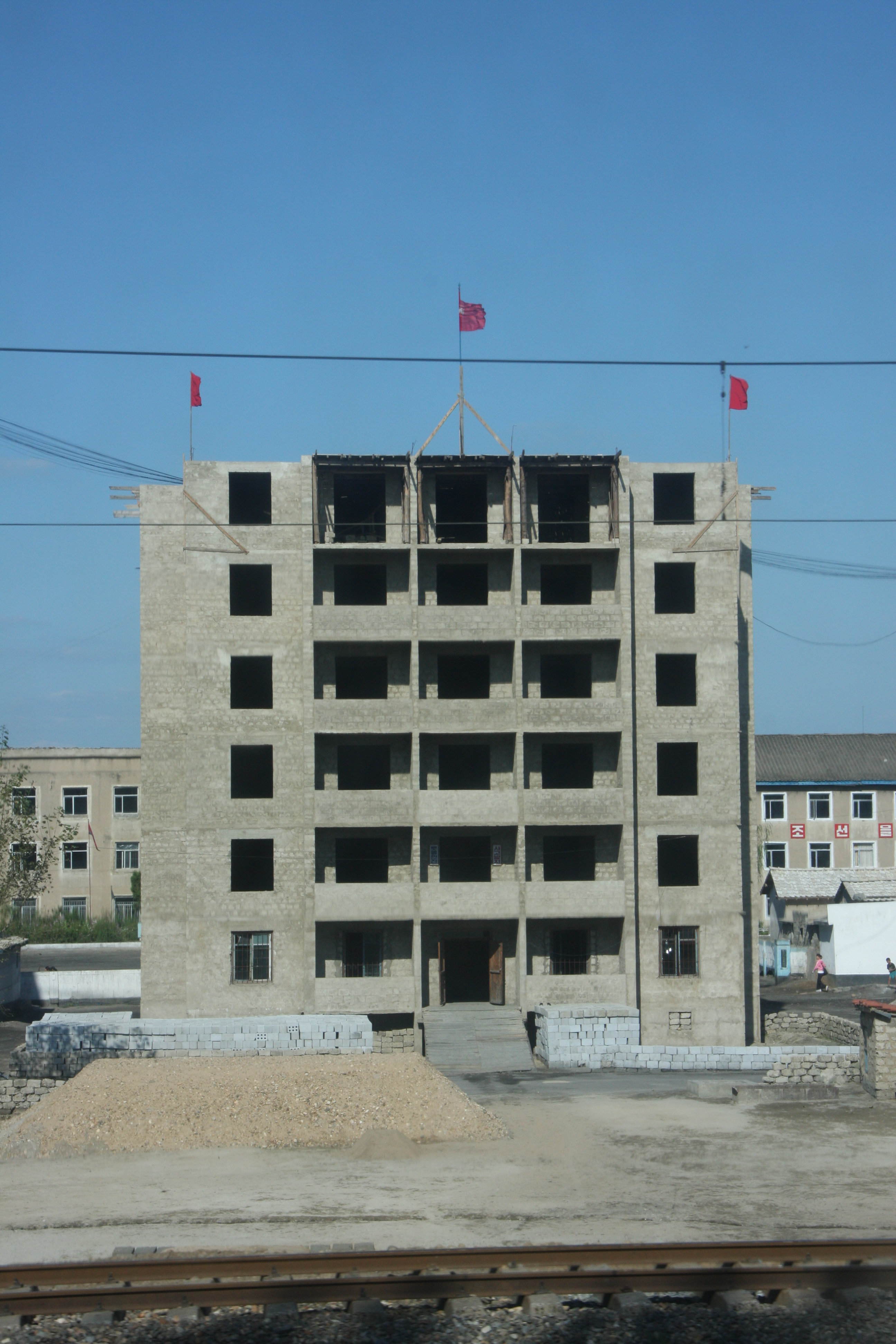
新義州的新建樓房

以長約0.9公里的鐵路公路兩用橋——鴨綠江大橋與與中華人民共和國遼寧省丹東市相連。新義州－平壤－咸興－羅先電氣化鐵路的起點，中朝國聯鐵路朝鮮段的第一個車站。新義州設有一個1.2公里跑道的軍民兩用機場（SII）；亦可經由中華人民共和國遼寧省丹東市的浪頭機場（DDG）前往。

## 教育
設有新義州高中、商業高中、東中等中學。亦有新義州輕工業大學及新義州教員大學，共兩所高等院校。

## 姊妹市
- 貝魯特
- 大阪市
- 里斯本

## 景点
- 統軍亭
- 鴨綠江大橋
- 新溫溫泉
- 朔州溫泉
- 東林瀑布
- 新义州站前广场
- 革命事迹馆
- 义州郡
- 南大門
- 薛礼庙